# Messerschmitt M26
Die Messerschmitt M 26 war ein Reiseflugzeug, das von den Bayerischen Flugzeugwerken hergestellt wurde.

## Geschichte
Die als Schulterdecker konzipierte M 26 stellte eine kleinere dreisitzige Variante der M18d dar, die bereits in Metallbauweise ausgeführt war. Das Flugzeug wurde auf Bestellung der in Pawtucket ansässigen US-amerikanischen Eastern Aircraft Corporation (EAC) entworfen, mit der Ende 1928 schon ein Lizenzvertrag über die Produktion der M 18d und eines dreisitzigen Reiseflugzeugs für den US-Markt abgeschlossen worden war. Anfang 1929 begannen die Projektierungsarbeiten und anschließend der Bau des ersten von zwei georderten Exemplaren mit der Werknummer 483, das im Oktober des Jahres vom BFW-Werkspiloten Sido eingeflogen wurde. Für die zweite M 26 waren bereits einige Teile produziert worden, als EAC aufgrund der Wirtschaftskrise infolge des Schwarzen Freitags Konkurs anmelden musste. Der Lizenzvertrag wurde storniert und es blieb bei dem einen gebauten Exemplar, dessen Baukosten durch die schon geleisteten Anzahlungen weitgehend gedeckt werden konnten. Die wegen der Sitzanordnung von den BFW-Mitarbeitern als „Hochzeitskutsche“ bezeichnete M 26 verblieb im Augsburger Werk und wurde fortan als Werksflugzeug eingesetzt, bis sie 1934 an das Reichsluftfahrtministerium abgegeben wurde.

## Technische Daten
| Kenngröße             | Daten |
| --------------------- | --- |
| Besatzung             | 1 |
| Passagiere            | 2 |
| Länge                 | 7,15 m |
| Spannweite            | 12,40 m |
| Höhe                  | 2,40 m |
| Flügelfläche          | 14,30 m² |
| Flügelstreckung       | 10,8 |
| Flächenbelastung      | 63 kg/m² |
| Rüstmasse             | 480 kg |
| Zuladung              | 420 kg |
| max. Startmasse       | 900 kg |
| Triebwerk             | 1 × Siemens & Halske Sh 14 mit 92 PS (68 kW) (die Lizenzversion sollte als Antrieb einen Wright Whirlwind erhalten) |
| Höchstgeschwindigkeit | 168 km/h |
| Reisegeschwindigkeit  | 150 km/h |
| Landegeschwindigkeit  | 85 km/h |
| Steigzeit             | 9,5 min auf 1000 m Höhe                                                                                             |
| Dienstgipfelhöhe      | 2700 m |
| Reichweite            | 850 km |